# Alexander von Medem (General)
Alexander Friedrich Heinrich Eberhard Freiherr von Medem (* 12. Februar 1814 in Charlottenburg; † 15. Februar 1879 in Dresden) war ein preußischer Generalleutnant.

## Leben

### Herkunft
Alexander war ein Sohn des Quästors an der Friedrich-Wilhelms-Universität Berlin Heinrich Philipp von Medem und dessen Ehefrau Henriette, geborene von Winanko und Weitenstein.

### Militärlaufbahn
Medem absolvierte das Friedrichswerdersche Gymnasium in Berlin und trat am 24. Oktober 1832 in das Kaiser Franz Garde-Grenadier-Regiment der Preußischen Armee ein. Dort avancierte er im April 1835 zum Sekondeleutnant und war ab April 1847 als untersuchungsführender Offizier des I. Bataillons tätig. Im März 1848 wurde Medem bei der Niederschlagung des Barrikadenaufstandes in Berlin eingesetzt. Er stieg im Mai zum Premierleutnant auf und nahm im gleichen Jahr während des Feldzuges gegen Dänemark am Gefecht bei Schleswig teil. Als Hauptmann folgte Mitte Februar 1853 seine Ernennung zum Kompaniechef. Bis März 1859 stieg Medem zum Major und etatsmäßigen Stabsoffizier auf, wurde im Juni 1859 in das 1. Garde-Regiment zu Fuß versetzt und mit der Führung des Lehr-Infanterie-Bataillons beauftragt. Nach Beendigung dieses Kommandos wurde er am 1. Juli 1860 Kommandeur des I. Bataillons und in dieser Eigenschaft Mitte März 1863 Oberstleutnant. Daran schloss sich am 3. April 1866 seine Ernennung zum Kommandeur des 1. Magdeburgischen Infanterie-Regiments Nr. 26 und seine Beförderung zum Oberst am 8. Juni 1866 an. Als solcher führte Medem seinen Verband während Krieges gegen Österreich in den Schlachten bei Münchengrätz und Königgrätz sowie vor Pressburg. Für sein Wirken besonders in der Schlacht bei Königgrätz zeichnete man ihn mit dem Orden Pour le Mérite, dem Ehrenkreuz II. Klasse des Fürstlichen Hausordens von Hohenzollern sowie dem Mecklenburgischen Militärverdienstkreuz II. Klasse aus.
Nach dem Friedensschluss kehrte Medem am 18. Mai 1867 mit der Ernennung zum Regimentskommandeur in das Kaiser Franz Garde-Grenadier-Regiment Nr. 2 zurück. Sein Regimentschef Kaiser Franz Joseph I. verlieh ihm am 8. März 1870 das Kommandeurkreuz des Leopold-Ordens. Mit Beginn des Krieges gegen Frankreich wurde Medem am 16. Juli 1870 für die Dauer des mobilen Verhältnisses zum Kommandeur der 2. Garde-Infanterie-Brigade ernannt und wenige Tage später zum Generalmajor befördert. In der Schlacht bei Gravelotte wurde er leicht verwundet, führte seinen Großverband dann in den Kämpfen bei Sedan sowie bei den Belagerungen von Montmédy und Paris. Nach der Kaiserproklamation fungierte Medem vom 29. Januar bis zum 30. Mai 1871 als Kommandant von Saint-Denis.
Ausgezeichnet mit beiden Klassen des Eisernen Kreuzes wurde Medem nach dem Friedensschluss am 17. Juni 1871 als Kommandant nach Mainz versetzt und in dieser Stellung am 4. November 1875 zum Generalleutnant befördert. Unter Verleihung des Sterns zum Roten Adlerorden II. Klasse mit Eichenlaub stellte man ihn am 22. Februar 1876 mit der gesetzlichen Pension zur Disposition. Anlässlich seiner Verabschiedung erhielt Medem durch Großherzog Ludwig III. das Großkreuz des Philipps-Ordens.
Seinen Lebensabend verbrachte er in Dresden, wo er im Februar 1879 verstarb.

### Familie
Medem verheiratete sich am 30. Oktober 1839 in Berlin mit Agnes von Puttkamer (1817–1899). Aus der Ehe gingen die Söhne Oskar (1843–1903) sowie der spätere preußische General der Infanterie Kurt von Medem (1848–1920) hervor.